# 関町東
関町東（せきまちひがし）は、東京都練馬区の町名。現行行政地名は関町東一丁目および二丁目。住居表示実施済み区域である。

## 地理
練馬区の西部に位置する。東部は練馬区上石神井、南部は青梅街道を境に練馬区関町南、西部は練馬区関町北、北部は石神井川を境に練馬区石神井台とそれぞれ接している。主に住宅地として利用される。

### 河川
- 石神井川

### 地価
住宅地の地価は、2024年（令和6年）7月1日の地価調査によれば、関町東1-14-2の地点で43万8000円/m2となっている。

## 歴史

### 地名の由来
「関町」の由来については、次の二説がある。
- 室町時代後期、この地域を支配していた豊島氏が石神井城を居城としていた頃に、この地に関所を置いたことから。
- 現在の武蔵関公園内にある「富士見池」付近にかつて堰があったことから。

### 沿革
- 江戸時代は武蔵国豊島郡関村の小名本村に相当。[7]
- 1889年（明治22年）5月1日 - 町村制施行により関村は東京府北豊島郡石神井村大字関甲となり、関町東は字地蔵裏にほぼ相当する。[8]
- 1932年（昭和7年）10月1日 - 東京府東京市板橋区石神井関町二丁目の一部となる。[8]
- 1947年（昭和22年）8月1日 - 板橋区から練馬区が分区したことに伴い、東京都練馬区石神井関町二丁目となる。
- 1949年（昭和24年） - 地番整理により東京都練馬区関町二丁目となる。[9]
- 1985年（昭和60年）6月1日 - 関町二丁目の大部分に（旧）上石神井一丁目を合わせた区域に住居表示が実施され、東京都練馬区関町東一・二丁目となる。[6]

## 世帯数と人口
2025年（令和7年）4月1日現在（練馬区発表）の世帯数と人口は以下の通りである。
| 丁目         | 世帯数    | 人口    |
| ------------ | --------- | ------- |
| 関町東一丁目 | 2,169世帯 | 3,829人 |
| 関町東二丁目 | 1,046世帯 | 1,530人 |
| 計           | 3,215世帯 | 5,359人 |

### 人口の変遷
国勢調査による人口の推移。
| 年                 | 人口  |
| ------------------ | ----- |
| 1995年（平成7年）  | 4,596 |
| 2000年（平成12年） | 4,600 |
| 2005年（平成17年） | 5,365 |
| 2010年（平成22年） | 5,325 |
| 2015年（平成27年） | 5,297 |
| 2020年（令和2年）  | 5,589 |

### 世帯数の変遷
国勢調査による世帯数の推移。
| 年                 | 世帯数 |
| ------------------ | ------ |
| 1995年（平成7年）  | 2,135  |
| 2000年（平成12年） | 2,259  |
| 2005年（平成17年） | 2,660  |
| 2010年（平成22年） | 2,739  |
| 2015年（平成27年） | 2,727  |
| 2020年（令和2年）  | 3,068  |

## 学区
区立小・中学校に通う場合、学区は以下の通りとなる（2022年7月現在）。
| 丁目         | 番・号                                                                                 | 小学校                 | 中学校                 |
| ------------ | -------------------------------------------------------------------------------------- | ---------------------- | ---------------------- |
| 関町東一丁目 | 1番1〜7号 1番27号(東側) 1番29～48号 2番 3番1～4号 3番13号(東端) 3番19～31号 4番1〜13号 | 練馬区立上石神井小学校 | 練馬区立上石神井中学校 |
| 関町東一丁目 | 1番8〜26号 1番27号(西側) 3番1〜4号 3番13号(西端) 3番14〜17号 4番16・21〜31号           | 練馬区立石神井西小学校 | 練馬区立石神井西中学校 |
| 関町東二丁目 | 全域                                                                                   | 練馬区立石神井西小学校 | 練馬区立石神井西中学校 |

## 交通

### 鉄道
| 隣接する街区の駅                                 | バス移動等で利用可能な駅 |
| ------------------------------------------------ | --- |
| 西武新宿線 - 武蔵関駅(SS 14) - 上石神井駅(SS 13) | JR中央線 JR中央・総武線各駅停車 京王井の頭線 吉祥寺駅(JC 11)(JB 02)(IN 17) JR中央線 JR中央・総武線各駅停車 東京メトロ丸ノ内線 荻窪駅(JC 09)(JB 04)(M 01) |

鉄道は、町域のほぼ中央を西武新宿線が東西に横断するが駅はなく、隣接する関町北にある武蔵関駅や、上石神井にある上石神井駅が最寄り駅の範囲にある。

### バス
- 西武バス上石神井営業所が存在。
- 関東バス青梅街道営業所が存在。

バス利用は隣接する武蔵関駅付近のバス停を利用するか、町域南側境界の青梅街道を走るバスの利用となる。

## 事業所
2021年（令和3年）現在の経済センサス調査による事業所数と従業員数は以下の通りである。
| 丁目         | 事業所数  | 従業員数 |
| ------------ | --------- | -------- |
| 関町東一丁目 | 95事業所  | 892人    |
| 関町東二丁目 | 60事業所  | 424人    |
| 計           | 155事業所 | 1,316人  |

### 事業者数の変遷
経済センサスによる事業所数の推移。
| 年                 | 事業者数 |
| ------------------ | -------- |
| 2016年（平成28年） | 155      |
| 2021年（令和3年）  | 155      |

### 従業員数の変遷
経済センサスによる従業員数の推移。
| 年                 | 従業員数 |
| ------------------ | -------- |
| 2016年（平成28年） | 1,161    |
| 2021年（令和3年）  | 1,316    |

## 施設
- 日本カトリック神学院東京キャンパス
- 練馬区関保健相談所

## ゆかりの人物
- 松本清張（作家） - 1957年から1961年にかけて一丁目1番地に居住[19]。関町東で『点と線』が完結し、また『ゼロの焦点』『砂の器』『黒い画集』などの作品が執筆された。

## その他

### 日本郵便
- 郵便番号 : 177-0052[3]（集配局 : 石神井郵便局[20]）。